# Дописно позориште
Дописно позориште је специфична врста театарске организације и игре, основана у Новом Саду 1973. године. Ову идеју је теоријски и практично реализовао Новосађанин, Младен Дражетин, као оригинални модел за ширење позоришне културе међу најширим масама.
Позоришне представе су припремане у већим и мањим местима широм бивше Југославије, уз упутства која су из Новог Сада, преко Дописног позоришта, давана организаторима и протагонистима путем писама, телефонских разговора и телефакса. Чланови Дописног позоришта из Новог Сада потпуно су бесплатно давали савете и нудили сваку другу помоћ новим учесницима позоришног живота и тек основаним пунктовима Дописног позоришта, без обзира где су се налазили они којима је била потребна оваква помоћ. Оригиналност модела Дописног позоришта изазвала је пажњу многих теоретичара и организатора позоришног живота.

## Оснивање
Позориште је формирано 1973. године, али власти тадашње југословенске државе нису дозволиле да се оно региструје под називом "Дописно позориште", тако да је позориште радило нерегистровано преко годину дана. 3. марта 1974. године, добијена је дозвола да се друштво упише у регистар под називом "КУД Позорница драмске уметности", са седиштем у Новом Саду. Само Дописно позориште чинило је универзални аниматорски систем који је деловао у оквиру Позорнице драмске уметности.

## Циљеви
Основни циљ је био да се демократским назнакама збира слика о свету, на основу појединачних интерпретација, представе обогаћују различитим искуствима, а да актери и активни гледаоци одбаце препреке које носе усамљеност и некомуникативност у свету конвенција и урбане безличности. Позориште је такође представљало и систем за борбу против бирократије у култури.
Оснивач Дописног позоришта Младен Дражетин је дефинисао следеће циљеве и задатке овог театра:
- Иницирање теорије о културној хуманизацији света;
- Иницирање универзалног аниматорског система и теорије о универзалној организацији;
- Културно обликовање личности и околине и остваривање елементарне културе код сваког човека, "да сви мислимо својом главом, да се преко културе створе општи прогрес и општи људски мир";
- Даље стварање универзалне културне снаге као идеологије, стратегије и тактике.

## Глумци
У представама су се појављивали аматери који су тек научили основне елементе глуме, али и афирмисани професионалци, жељни контакта са другачијим начином рада и игре са светом искрених позоришних поклоника.

## Театри
Игра на позорници усмеравана је на досезање индивидуалног задовољства носилаца улога током непосредне комуникације са публиком. У оквиру овог модела остваривани су драмски, хумористички и еколошки театри, сценски позиви на миротворне и хуманитарне акције, као и луткарски и живи игрокази у дечјим установама и болницама. Сваком учеснику представе нудила се могућност да предложи тематску област и да потом спонтано, са књижевницима и осталим глумцима, гради садржај који обавезно има хуманистички смисао.
Микро - театри Дописног позоришта укључивали су: Здравствени театар, Театар "Укус природе", Ромски театар, Театар мира, Хумористички театар (Турнир духовитости), Хуманитарни театар, Театар у природи, Театар удруженог рада, Партизанско позориште, Дечји театар, Школски театар, Хришћански театар добротољубља, Књижевни театар, итд.

## Представе
У Дописном позоришту су коришћени и текстови из класичне драмске литературе, али су ликови прилагођавани учесницима у игри, неки су изостављани или сажимани. Представама су у појединим срединама претходиле анкете међу гледаоцима, да би се открила њихова интересовања и одабирало оно што је израз њихових животних проблема и дилема. Пошто су гледаоци и на представама увођени у игру, разбијана је рампа класичног позоришта. Представе су даване како у селима, где су мештани први пут имали сусрет са театром, тако и на позорницама професионалних позоришта у градовима.

## Чланови и сарадници
У инспиративном раду путем Дописног позоришта учествовали су професионалци, аматери и други сарадници: Младен Дражетин, Владимир Стојанов, Елени Андониаду, Бранислав Бабић, Персида Бајић, Радмила Бркић, Јелица Буквић, Верица Виклеровић, Радован Влаховић, Горан Вукчевић, Славица Вучетић, Јасна Гојевић, Радован Грковски, Тома Даскаловић, Миша Димитријевић, Трифун Димић, Јосип Добрик, Владимир Ђукић, Нада Ђурђевић, Јован Жеков, Никола Златовић, Милан Јандрић, Стеван Ковачевић, Радмила Кравић, Светлана Лазић, Анте Лаура, Звонимир Лозић, Бранко Лукач, Мирко Марушић, Сања Микитишин, Бориша Милићевић, Велимир Миловановић, Данијела Михић, Љубинка Модић, Михајло Молнар, Лепосава Настић, Раденко Ненезић, Гордана Опалић, Марија Маша Опалић, Ђорђе Плавшић, Илија Путић, Мирослав Радоњић, Пера Савић, Данило Симеуновић, Срђан Симић, Цеца Славковић, Десимир Стефановић, Борис Стојанов, Милица Стојанов, Бобан Стојков, Божа Стојков, Ева Фелдежди, Дубравка Хергет, Мира Цоцин, Милорад Чубрило, Јоаким Шима, Славко Шимунић, Ненад Шимуновић и други. Позориште су помагали саветима и непосредним ангажовањем и познати позоришни посленици Миленко Шуваковић, Михаило Васиљевић, Оливер Новаковић, а својом игром и доајени новосадског глумишта Иван Хајтл и Милица Радаковић.

## Деловање у свету
Својим деловањем, Дописно позориште или "кореспондентски систем" се афирмисало на планетарном нивоу, преко Планетарне школе мира, Хуманитарне планетарне школе и Хришћанске планетарне школе љубави и добротољубља. Планетарна школа мира је, у оквиру Дописног позоришта, своју активност развијала у периоду од 1974. до 2005. године. Ове "планетарне школе" за едукацију и анимацију грађана биле су претеча интернета у разним државама. Дописно позориште је формирало информационе центре у Новом Саду и Загребу, преко којих је вршена анимација и едукација народних маса. Члан Дописног позоришта Јосип Добрик из Гложана је конструисао две аматерске радио станице, преко којих је вршена комуникација са радио аматерима у свету. Добрик је, по методу Дописног позоришта, анимирао сараднике у 186 држава, који су прихватили да буду главни координатори Дописног позоришта и да преко својих радио станица врше анимацију и едукацију народа у својој држави. За 30 година рада Дописног позоришта, у Информационом центру ДП-а у Новом Саду, обрађено је преко 100.000 писама заинтересованих сарадника ДП-а. Дописно позориште је иницирало, оформило и обучило, деловањем 186 координатора, преко 50.000 Микро - театара у 186 држава, које су оформили сарадници према сопственим жељама и идејама. Микро - театри су имали неформалну обавезу да анимирају и едукују око 60.000 грађана. Тиме је анимирано и делимично едуковано преко три милијарде људи, у циљу да схвате како се треба борити за мир, хуманизам и своје племените идеје. У свим тим Микро - театрима као прво едукативно штиво, обрађивана је социјална драма Младена Дражетина "Исповест" (преведена на есперанто језик), која третира проблеме малолетничке деликвенције и болести зависности. Драма је имала преко 80.000 извођења.

## Језици
Поред Информационог центра који је обављао рад на енглеском језику са радио аматерским станицама, Информациони центар ДП-а у Загребу је своју делатност обављао на есперанто језику. Есперанто центар је обрадио преко 40.000 писама. ДП је у 105 земаља имало своје мисионарске есперанто канцеларије, које су добијена писма преводиле на своје националне језике и упућивале сараднике у начин деловања на терену. Помоћни информативни центар ДП-а на есперанто језику имао је седиште у Новом Саду, са делатношћу у просторијама Друштва за есперанто "Марко Нешић".
Главни координатор Информативног центра ДП-а у Загребу на есперанто језику био је Славко Шимунић. Најзаслужнији чланови за функционисање Помоћног информативног центра ДП-а на есперанто језику у Новом Саду били су Бориша Милићевић, Владимир Ђукић и Јоаким Шима. Дописно позориште је у оквиру Друштва за есперанто "Марко Нешић" основало микро - театар који је припремао разне позоришне комаде на есперанто језику, као први у свету. Припремљено је десетак игроказа, представа и рецитала, који су извођени широм Европе.

## Писма
Писма за Информативни центар ДП-а у Новом Саду, адресирана на поштански фах број 360 - Дописно позориште, стизала су из целог света. Сваком писму је поклоњена одговарајућа пажња, а тријажу писама вршило је око тридесет сарадника. За десетак година од оснивања ДП-а остварена је конверзација са преко 100.000 сарадника, који су постали оснивачи "културних ембриона" и "микро театара" у својим срединама.

## ТВ Емисија о Дописном позоришту
ТВ Емисија (документарни филм) о Дописном позоришту са називом "Дописно позориште Младена Дражетина" (ТВ Нови Сад, 1985), редитеља Петра Љубојева добила је на фестивалу у Монте Карлу 1986. године прву награду Гранд Прих за нове идеје у култури. Емисија је приказана на националним телевизијама у 205 земаља.
Ова емисија је 2012. године била номинована за упис у светски регистар међународне баштине УНЕСКА.

## Теоријске основе
За преко 30 година деловања ДП-а, изнедрен је етички, естетички и социолошки систем назван "Вечна уметност игре", као филозофија новог развоја. Књига Младена Дражетина о овом систему, са насловом "Вечна уметност игре", објављена је 2014. године у издању Банатског културног центра из Новог Милошева.

## Културна едукација Рома
Дописно позориште је иницирало оснивање првог ромског театра у Војводини и Србији, у Новом Милошеву, 1986. године. Прва представа у извођењу овог театра била је драма "Кулај" Радована Влаховића. Други ромски театар у Војводини основан је, по обрасцима Дописног позоришта, у насељу Мокрин (1988. године).